# Aleksandr Chalifman
Aleksandr Valerjevitj Chalifman (ryska: Александр Валерьевич Халифман), född 18 januari 1966, i Leningrad, är en rysk stormästare i schack och tidigare världsmästare inom FIDE (1999).